# Ornithodoros moubata
Ornithodoros moubata (sinonim Ornithodorus moubata)  este o căpușă moale africană din familia Argasidae. Include 2 subspecii: Ornithodoros moubata moubata și Ornithodoros moubata porcinus. Se găsește mai ales în Africa subsahariană și în Madagascar. Masculul măsoară 6-8 mm pe 4 mm, iar femela 12-14 mm pe 8-9 mm. Corpul este rotunjit anterior. Nu posedă ochi. Este o căpușă foarte lacomă și atacă numeroase mamifere, păsări și reptile nu numai noaptea, dar și în cursul zilei. Când e sătulă și umflată de sânge elimină, prin glandele coxale, o mare cantitate de lichid. După ce depune câte o tranșă de 100 de ouă, le clocește așezându-se deasupra lor. În ouă se dezvoltă larva hexapodă, care năpârlește pe loc dând naștere nimfei octopode. Aceasta năpârlește după fiecare sugere de sânge până ce ajunge la stadiul de adult, care continuă să mai crească și după ajungerea la acest stadiu. Ornithodoros moubata moubata trăiește în colibe și parazitează oamenii, găinile și unele reptile; ea transmite omului bacteria Borrelia duttoni (agent patogen al febrei recurente africane de căpușe) și probabil păsărilor bacteriile Borrelia gallinarum (Borrelia anserina) și Aegyptianella pullorum (agenți patogeni al boreliozei aviară). Ornithodoros moubata porcinus trăiește în vizuinile mamiferilor și parazitează pe mistrețul de savană (Phacochoerus aethiopicus), porcii domestici, furnicarul african (Orycteropus afer) și pe histricide (Hystricidae) și transmite porcilor domestici virusul Asfivirus (agent patogen al pestei porcine africane). Transmite prin ouă infestația cu borelii și generației următoare.